# Шойерфельд
Шойерфельд (нем. Scheuerfeld) — община в Германии, в земле Рейнланд-Пфальц. 
Входит в состав района Альтенкирхен-Вестервальд. Подчиняется управлению Бецдорф.  Население составляет 2068 человек (на 31 декабря 2010 года). Занимает площадь 2,66 км².